# Zofia Romaszewska

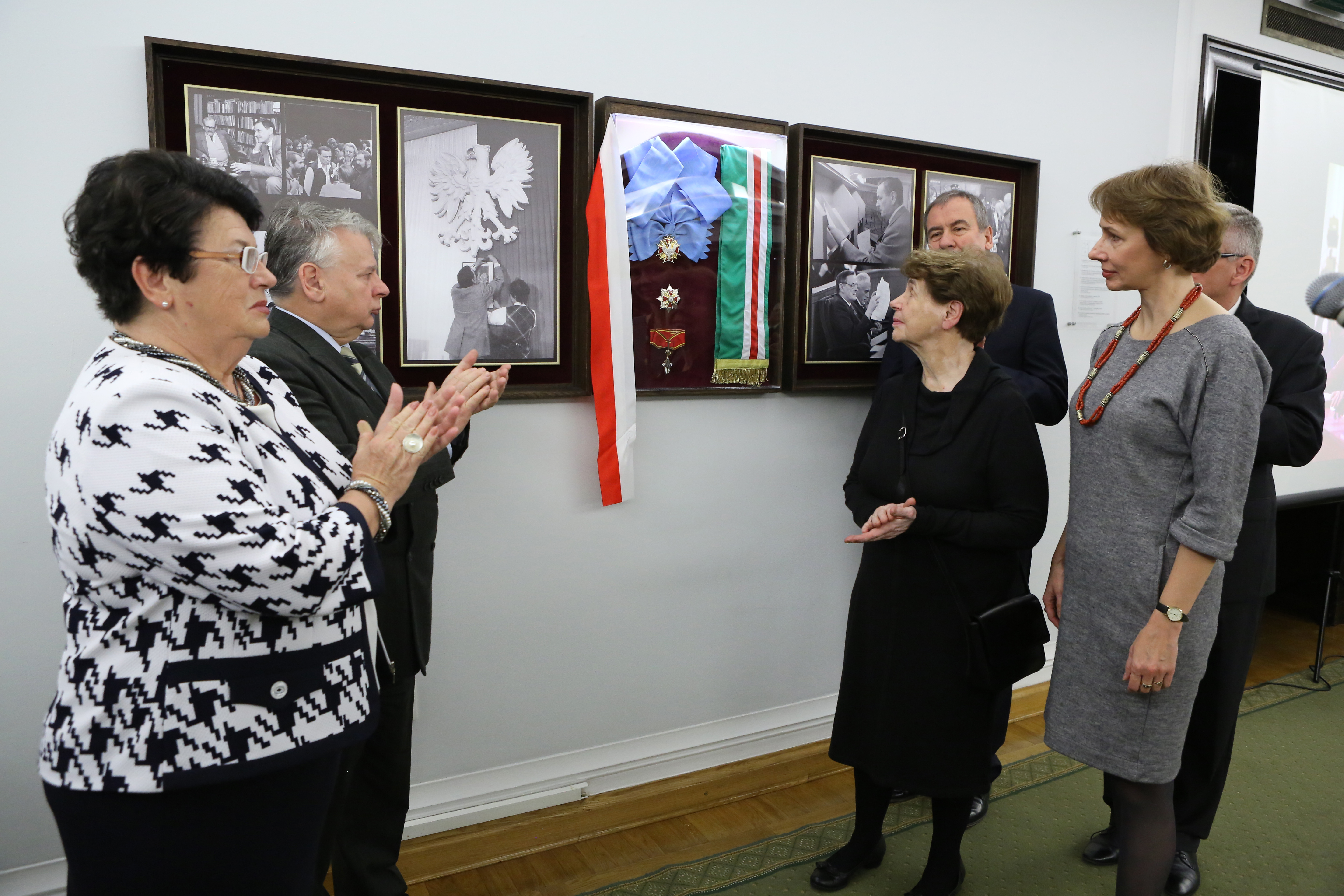
Zofia Romaszewska podczas uroczystości przekazania orderów i archiwum Zbigniewa Romaszewskiego Archiwum Senatu i Archiwum Akt Nowych (2014)

Irena Zofia Romaszewska z domu Płoska (ur. 17 sierpnia 1940 w Warszawie) – polska działaczka społeczna, uczestniczka opozycji demokratycznej w PRL. Razem z mężem Zbigniewem Romaszewskim współtwórczyni Biura Interwencyjnego KSS „KOR” i Radia „Solidarność”, w latach 2015–2025 doradca prezydenta RP Andrzeja Dudy. Dama Orderu Orła Białego.

## Życiorys

### Działalność do 1989
W październiku 1956, w czasie zjazdu założycielskiego marksistowskiego Rewolucyjnego Związku Młodzieży, poznała swego przyszłego męża Zbigniewa Romaszewskiego, z którym związek małżeński zawarła w 1960.
Absolwentka Uniwersytetu Warszawskiego. W latach 1959–1963 studiowała fizykę na tej uczelni. W 1967 współinicjatorka akcji zbierania podpisów pracowników naukowych w obronie Adama Michnika, zawieszonego w prawach studenta Wydziału Historycznego UW. Po marcu 1968 mieszkanie małżonków Romaszewskich stało się miejscem regularnych spotkań dysydentów. Od 1976 uczestniczyła w akcji pomocy robotnikom represjonowanym po protestach czerwcowych w Ursusie i Radomiu, od października 1976 kierowała razem z mężem grupą pomagającą w Radomiu. Była współpracowniczką Komitetu Obrony Robotników, w maju 1977 razem z mężem stanęła na czele Biura Interwencyjnego KOR, które koordynowało pomoc osobom represjonowanym przez władze PRL. We wrześniu 1977 podpisała Deklarację Ruchu Demokratycznego – dokument programowy opozycji „korowskiej”. Po powstaniu we wrześniu Komitetu Samoobrony Społecznej „KOR” w dalszym ciągu kierowała razem z mężem Biurem Interwencyjnym KSS „KOR”. W „Biuletynie Informacyjnym KSS „KOR”” redagowała dział „Praworządność”. W latach 1980–1981 kierowała ze Zbigniewem Romaszewskim powstałą w oparciu o doświadczenie Biura Interwencyjnego Komisją Interwencji i Praworządności Regionu Mazowsze NSZZ „Solidarność” (do związku dołączyła we wrześniu 1980).
Uniknęła internowania po ogłoszeniu stanu wojennego, działała w ukryciu. Razem z mężem organizowała konspiracyjne warszawskie Radio „Solidarność”. Wystąpiła jako spikerka w pierwszej audycji radia w dniu 12 kwietnia 1982. Została aresztowana 5 lipca 1982. 17 lutego 1983 za działalność opozycyjną skazana na karę 3 lat pozbawienia wolności, zwolniona na mocy amnestii w lipcu 1983. Od 1986 do 1989 działała w Komisji Interwencji i Praworządności NSZZ „Solidarność”, którą kierował Zbigniew Romaszewski.

### Działalność od 1989
W latach 1989–1995 była dyrektorem Biura Interwencji Kancelarii Senatu, a w 1991–1993 – sędzią Trybunału Stanu. W latach 1996–2001 należała do Ruchu Odbudowy Polski. W 2003 była wśród założycieli powołanej z inicjatywy jej męża partii Suwerenność-Praca-Sprawiedliwość.
W 2010 i 2015 klub parlamentarny Prawo i Sprawiedliwość przedstawiał ją jako kandydatkę na stanowisko rzecznika praw obywatelskich, w obu przypadkach nie uzyskała wystarczającego poparcia w sejmowym głosowaniu. W 2011 weszła w skład rady stowarzyszenia Solidarni 2010. Przewodniczyła także radzie Fundacji Wolność i Demokracja.
We wrześniu 2015 została doradcą społecznym, a następnie doradcą etatowym prezydenta RP Andrzeja Dudy. Została też przewodniczącą Zespołu do spraw opiniowania wniosków o nadanie odznaczeń dla działaczy Opozycji Demokratycznej. W lipcu 2017 miała, w opinii prezydenta, decydujący wpływ na jego decyzję o zawetowaniu ustaw o Sądzie Najwyższym i Krajowej Radzie Sądownictwa, wzmacniających pozycję ministra sprawiedliwości.
Weszła w skład komitetu wspierającego kandydaturę Karola Nawrockiego na prezydenta RP w wyborach w 2025. W sierpniu tego samego roku zakończyła pełnienie funkcji doradcy prezydenta RP.

## Życie prywatne
Jest córką Stanisława Płoskiego i Ewy Prauss-Płoskiej, wnuczką Ksawerego Praussa i Zofii Praussowej. Była zamężna ze Zbigniewem Romaszewskim (od 1960 do jego śmierci w 2014), z którym ma córkę Agnieszkę Romaszewską-Guzy.

## Odznaczenia i wyróżnienia
Ordery i odznaczenia
Postanowieniem prezydenta Lecha Kaczyńskiego z 21 września 2006, za wybitne zasługi dla niepodległości Rzeczypospolitej Polskiej, za działalność na rzecz przemian demokratycznych w kraju, została odznaczona Krzyżem Wielkim Orderu Odrodzenia Polski. W czerwcu 2007 została powołana na kanclerza Kapituły tego orderu – z członkostwa w Kapitule zrezygnowała we wrześniu 2010.
28 kwietnia 2016, w uznaniu znamienitych zasług dla Rzeczypospolitej Polskiej, za wybitne osiągnięcia w pracy publicznej i państwowej, prezydent Andrzej Duda nadał jej Order Orła Białego. 29 lipca otrzymała Krzyż Wolności i Solidarności, a 4 sierpnia powołana została w skład Kapituły Orderu Orła Białego.
W 2019 została udekorowana Medalem Stulecia Odzyskanej Niepodległości. W 2022 wyróżniona odznaką honorową „Za Zasługi dla Ochrony Praw Człowieka”.
Nagrody i wyróżnienia
W 2006 Zofia i Zbigniew Romaszewscy otrzymali nagrodę Kustosz Pamięci Narodowej.
W 2015 została laureatką Nagrody im. Prezydenta RP Lecha Kaczyńskiego, przyznanej przez Ruch Społeczny im. Prezydenta RP Lecha Kaczyńskiego.